# 磁山文化
磁山文化（じさんぶんか）は、中国河北省南部の黄河下流域に紀元前6000年頃から紀元前5500年頃にかけて存在した新石器時代。粟や黍などの雑穀栽培を中心とした農業による経済活動が中心であり、磨石や石斧などの石器、鼎形陶器、豚や鶏や犬などの家畜の骨、紡績された布繊維が出土している。
磁山文化は南接する河南省で発見されている裴李崗文化と多くの共通点が認められ、磁山＝裴李崗文化、または裴李崗＝磁山文化とも称される。また東接する山東省で発見された北辛文化とも共通点も指摘されている。
標式遺跡は、河北省武安市磁山で発見された磁山遺跡である。磁山遺跡は8万平方mの広範囲に分布し、住居跡として円形の竪穴建物が発見されている。遺跡からはブタ、イヌ、ニワトリの飼育痕跡と骨が発見され、食用肉としてブタ、ニワトリ、イヌを飼育していたと考えられている。その他にも漁労活動の痕跡も発見されている。
磁山遺跡からは貯蔵用の穴（窖穴）が500以上発見され、雑穀を貯蔵していたと考えられている。発見された最大規模の窖穴は深さ5mで1,000kgほどの雑穀を貯蔵できたと推測されている。
現在確認されている遺跡の中では、発見された粟、黍、鶏は世界最古の年代となる。